# Myrne (rejon biłozerski)
Myrne (ukr. Мирне) – osiedle typu miejskiego na południu Ukrainy, w obwodzie chersońskim, w rejonie biłozerskim. 143 mieszkańców.